# Aouste-sur-Sye
Aouste-sur-Sye är en kommun i departementet Drôme i regionen Auvergne-Rhône-Alpes i sydöstra Frankrike. Kommunen ligger i kantonen Crest-Nord som tillhör arrondissementet Die. År 2022 hade Aouste-sur-Sye 2 696 invånare.

## Befolkningsutveckling
Antalet invånare i kommunen Aouste-sur-Sye
Referens:INSEE